# Grenadská kuchyně

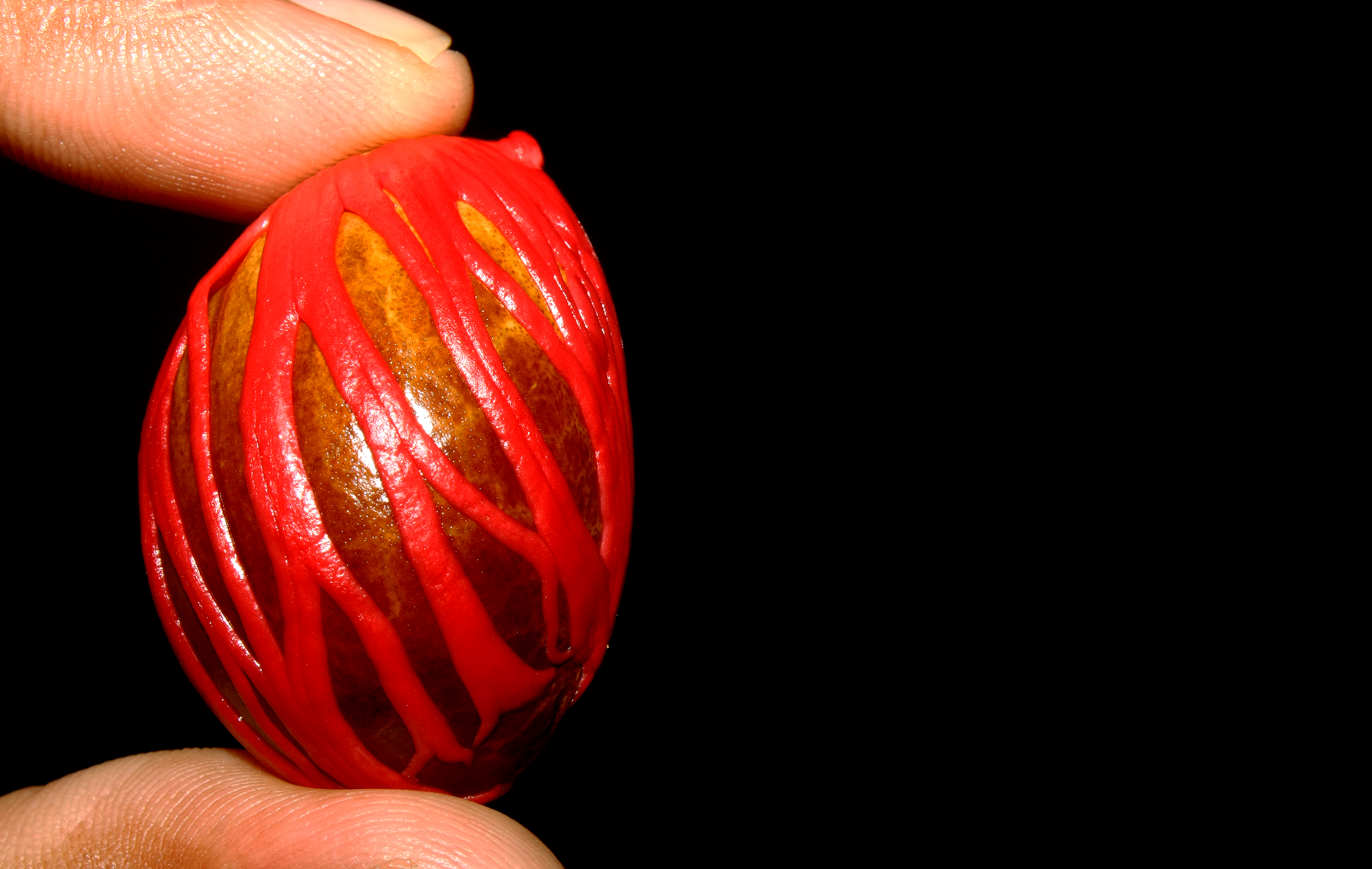
Muškátový oříšek

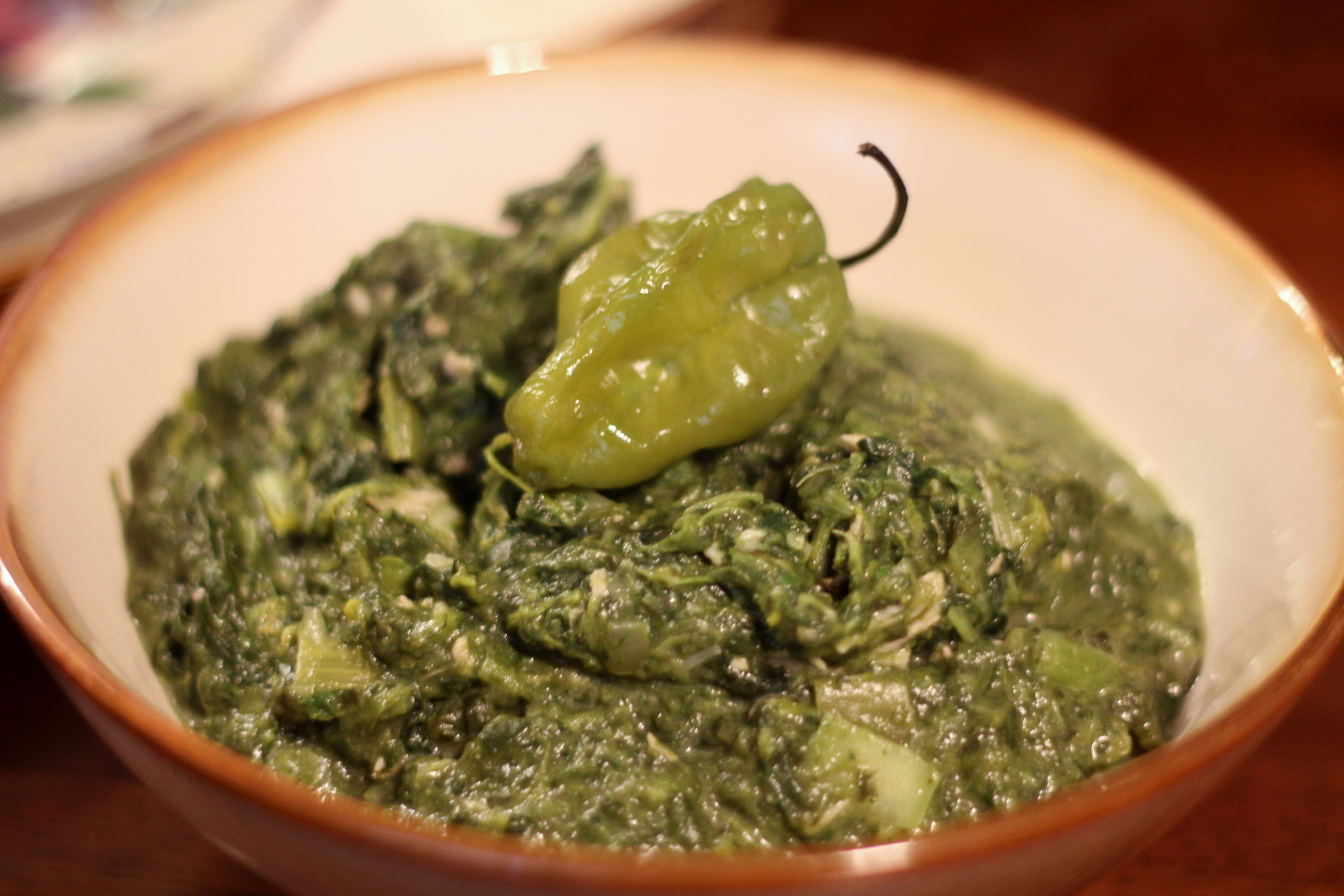
Callaloo

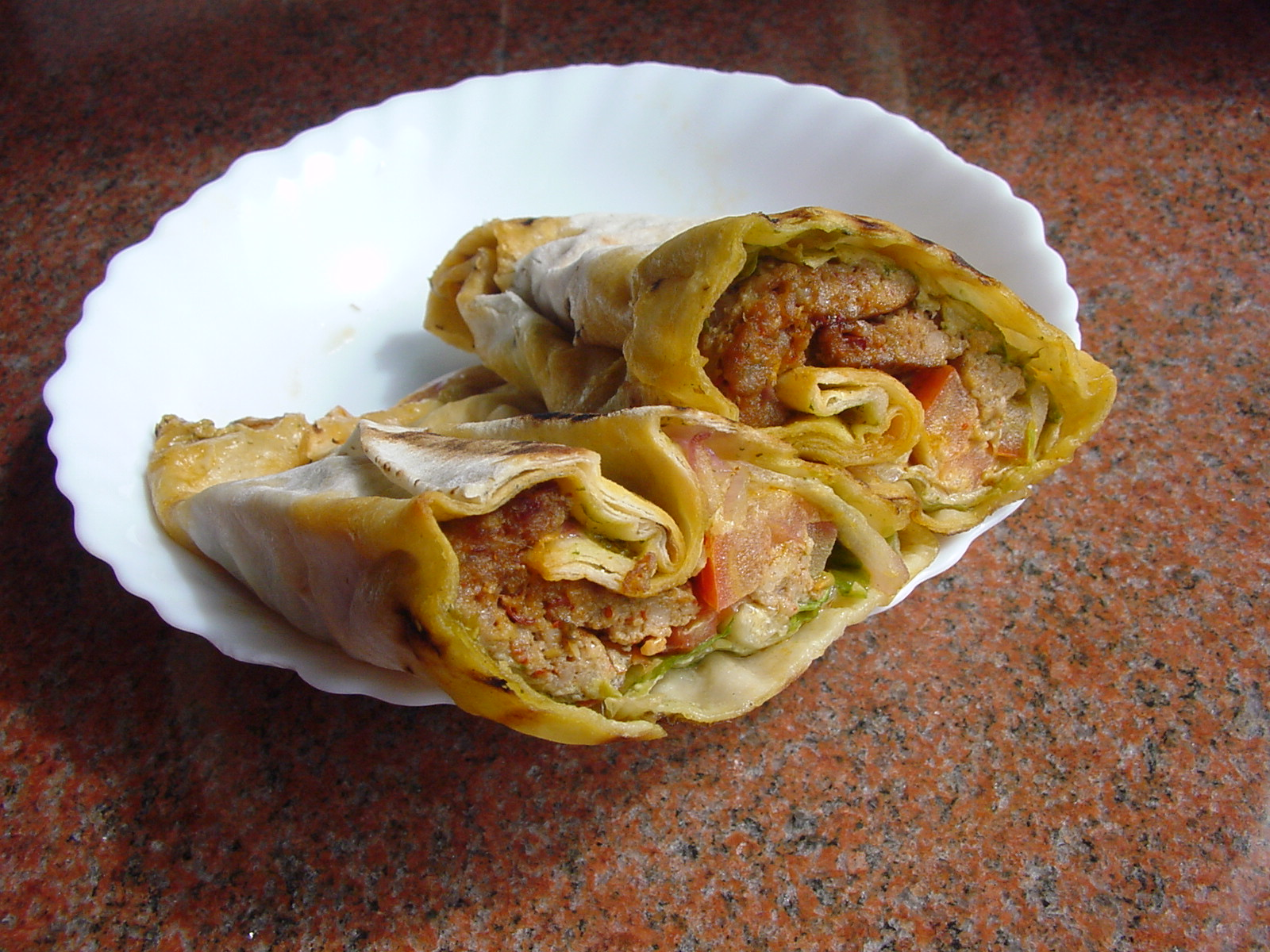
Roti

Grenadská kuchyně je podobná ostatním karibským kuchyním. Vychází z africké kuchyně, britské kuchyně a kuchyně místních Indiánů. Díky úrodné půdě na Grenadě je k dispozici mnoho druhů plodin, díky přístupu k moři se hojně používají ryby a mořské plody.
Grenada je velkým producentem muškátového oříšku, který se ale také hojně používá v grenadské kuchyně. Na Grenadě se mj. vyrábí také sirup z muškátového oříšku nebo zmrzlina s příchutí muškátového oříšku.

## Příklady grenadských pokrmů a nápojů
Příklady grenadských pokrmů a nápojů:
- Oildown, národní jídlo Greandy. Dušená směs ze soleného masa, chlebovníku, zeleniny, plantainů a knedlíčků
- Callaloo, pokrm z dušených listů taro (kolokázie jedlá)
- Roti, placka plněná kari
- Nasolované ryby
- Pelau, směs rýže, luštěnin a masa
- Rum
- Pivo
- Koktejly[4]